# Zographus plicaticollis
Zographus plicaticollis es una especie de escarabajo longicornio del género Zographus, tribu Sternotomini, subfamilia Lamiinae. Fue descrita científicamente por Thomson en 1868.

## Descripción
Mide 27-35 milímetros de longitud.

## Distribución
Se distribuye por Botsuana, Namibia, Sudáfrica y Transvaal.